# Leucochloridium paradoxum
Leucochloridium paradoxum, известен като зелено ивичесто „мътило“, е паразитен плосък червей (или хелминт). Неговите междинни гостоприемници са сухоземни охлюви, обикновено от рода Succinea. В очните пипала на охлюва паразитите с изумрудено и маслиненозелени ивици и изпъстрени със сивкави петънца с кестеняв оттенък пулсират, като по този начин привличат хищничество от птиците, основният гостоприемник. Възрастният паразит, погълнат от птица, живее в клоаката ѝ, освобождавайки яйцата си във фекалиите. След като е изяден от птица, червеят може да се възпроизвежда и по този начин цикълът продължава.
Зеленото ивичесто “мътило“ се вмъква в очните пипала на охлюва и ги прави да изглеждат като сочни, пулсиращи, пъстроцветни гъсеници.ref name="Wesołowska2013">Wesołowska, W. и др. Do Leucochloridium sporocysts manipulate the behaviour of their snail hosts? //  Journal of Zoology 292 (3).   March 2014. DOI:10.1111/jzo.12094. с. 151 – 155.</ref> След това червеят започва да манипулира поведението на охлюва.
През 2013 г. Wanda Wesolowska и Tomasz Weslowski от Вроцлавския университет в Полша откриват, че заразените охлюви се държат по-различно от здравите представители на вида си. Те се придвижват до по-открити и по-добре осветени места, разположени по-високо в растителността. Това най-вероятно прави охлювите по-лесно видими за търсещите храна птици.
- Видео клип (1:30 мин)
- Охлюв Succinea putris с паразита в лявото си пипало